# Mária Kudryová
Mária Kudryová (5. prosince 1921 – 23. února 2008) byla slovenská a československá politička Komunistické strany Slovenska, poslankyně Slovenské národní rady v 60. letech a poslankyně Sněmovny národů Federálního shromáždění na počátku normalizace.

## Biografie
Ve volbách roku 1964 byla zvolena do Slovenské národní rady. Po provedení federalizace Československa usedla v lednu 1969 i do Sněmovny národů Federálního shromáždění. Do federálního parlamentu ji nominovala Slovenská národní rada. Ve FS setrvala do konce funkčního období, tedy do voleb roku 1971.